# Sindromul Cockayne
Sindromul Cockayne este o tulburare genetică rară, caracterizată în principal de tulburări de creștere, deficit intelectual, dificultăți neuromotorii și deficiențe de vedere și auz. Copiii au ceea ce se numește ”facies în cap de pasăre”, având o față îmbătrânită prematur.